# Sasha Velour
Sasha Velour, pseudonimo di Alexander Hedges Steinberg (Berkeley, 25 giugno 1987), è una designer, illustratrice e drag queen statunitense con origini russe.
 È nota al pubblico soprattutto per la sua vittoria nella nona edizione del reality show RuPaul's Drag Race.
Nel giugno 2019 Velour viene inserita nella classifica delle drag queen più influenti d'America.

## Biografia
Steinberg nasce a Berkeley nello stato della California, vive in Connecticut fino all'età di 9 anni, per poi trasferirsi a Urbana nell'Illinois. È l'unica figlia di Mark Steinberg, professore di storia russa presso Università dell'Illinois - Urbana-Champaign, e Jane Hedges, editrice presso la Yale University Press nonché editrice capo presso la Slavic Review. Steinberg ha discendenze russo-ebraiche da parte di padre.
Steinberg, nel 2004,  si diploma presso la University Laboratory High School a Champaign–Urbana. Dopo le scuole superiore lavora come guardia alla sicurezza part-time presso Museo statale Hermitage di San Pietroburgo in Russia e successivamente come stagista presso il Staatsoper Unter den Linden di Berlino.
Nel 2009 Steinberg si laurea in letteratura moderna presso il Vassar College. Nel 2010 prende parte al Programma Fulbright nel quale completa un progetto teso a spiegare il ruolo delle differenti forme d'arte nella società russa contemporanea. Nel 2013 ottiene un master come cartonista presso il Center for Cartoon Studies di White River Junction nel Vermont. A seguito della carriera di drag queen Steinberg diventa un illustratore e graphic desingner freelance.
A partire dal 2013 Steinberg risiede a Brooklyn, New York, assieme al compagno John Jacob Lee (conosciuto anche come Johnny Velour). Steinberg è genderqueer e usa pronomi femminili e neutri. Come Sasha, Steinberg si esibisce in drag senza l'utilizzo di parrucche e pelata come omaggio a sua madre, morta nel 2015 a causa di cancro, la quale aveva perso i capelli a causa dei trattamenti.

## Carriera

### Drag e RuPaul's Drag Race
Steinberg prese parte alle audizioni dell'ottava edizione di RuPaul's Drag Race ma venne scartato. Il 2 febbraio 2017 fu rilasciata la lista dei concorrenti della nona edizione di RuPaul's Drag Race nel quale Steinberg prese parte.  Il 24 giugno dello stesso anno divenne il vincitore dell'edizione del programma, vincendo 100.000 dollari, una fornitura di cosmetici della Anastasia Beverly Hills cosmetics e una corona di Fierce Drag Jewels. Allison Shoemaker del The A.V. Club, giornale online, ha definito l'esibizione di Sasha Velour della finale di So Emotional di Whitney Houston la miglior esibizione del 2017. Tale esibizione è stata utilizzata da Kate McKinnon durante una delle puntate del Saturday Night Live nella quale imitava Elizabeth Warren.
Steinberg è stato tra i 40 modelli LGBT che hanno sfilato per il brand Opening Ceremony durante la settimana della moda di New York del 2018. Inoltre ha preso parte al quarto Diamond Ball  di Rihanna.

### Illustrazioni e graphic design
Le illustrazioni e i fumetti di Steinberg sono apparsi su varie riviste tra cui The Nib, InkBRICK, Comics Workbook Magazine, QU33R, Cicada Magazine comparendo sia come Sasha Velour che come Sasha Steinberg. Steinberg ha inoltre realizzato Stonewall una serie di fumetti che racconta la storia dei Moti di Stonewall da vari punti di vista. La serie è stata definita da Highlow Comics come intelligente, bellissima e un artistico punto di vista su un significativo e difficile evento storico.

### Velour, The Drag Magazine
Nell'estate del 2014 Steinberg insieme al compagno fonda Velour, The Drag Magazine un giornale su base biennale sul mondo drag. Originariamente il giornale si chiamava Vym. Il giornale include interviste nonché fotografie, poesie e illustrazioni circa l'arte drag.

### Nightgowns
Dall'agosto 2015 Steinberg ha prodotto Nightgowns, show drag che va in scena ogni mese presso il Bizarre Bushwick e il National Sawdust.

## Filmografia

### Televisione
- Broad City - serie TV, 1 episodio (2019)
- The Bold Type - serie TV, 1 episodio (2019)

## Programmi televisivi
- RuPaul's Drag Race – Vincitore (2017)
- RuPaul's Drag Race: Untucked! (2017)

## Premi e riconoscimenti
| Anno | Premio        | Categoria    | Risultato   |
| ---- | ------------- | ------------ | ----------- |
| 2020 | The Queerties | Drag Royalty | Candidato/a |